# Eublemma reducta
Eublemma reducta là một loài bướm đêm trong họ Erebidae.